# Бходжпур (район)
Бходжпур (непальск. भोजपुर जिल्ला) — один из 75 районов Непала. Входит в состав зоны Коси, которая, в свою очередь, входит в состав Восточного региона страны. Административный центр — город Бходжпур. Граничит с районом Санкхувасабха (на севере и северо-востоке), районом Дханкута (на юго-востоке), районами Солукхумбу, Кхотанг и Удаяпур зоны Сагарматха (на западе и юго-западе).
Население по данным переписи 2011 года составляет 182 459 человек, из них 86 053 мужчины и 96 406 женщин. По данным переписи 2001 года население насчитывало 203 018 человек. Традиционно, эти места являются областью проживания народа раи. В городе Бходжпур большую часть населения составляют неварцы.